# منتخب باربادوس لهوكي الحقل للرجال
منتخب باربادوس لهوكي الحقل للرجال هو ممثل باربادوس الرسمي في المنافسات الدولية في هوكي الحقل
.